# White Roses (film 1912)
White Roses è un cortometraggio muto del 1912. Il nome del regista non viene riportato.

## Trama
Una giovane donna offre a un galeotto, come segno di speranza, un mazzo di rose bianche. Anni dopo, l'uomo ritorna e nasce una storia d'amore tra i due.

## Produzione
Il film fu prodotto dalla Essanay Film Manufacturing Company.

## Distribuzione
Distribuito dalla General Film Company, il film - un cortometraggio a una bobina - uscì nelle sale cinematografiche statunitensi  il 4 luglio 1912. Nel Regno Unito, venne distribuito l'8 settembre 1912.